# وادي الزوارع
وادي الزوارع وادٍ تونسي يقع في ولاية باجة. وهو يصب في البحر الأبيض المتوسط على الساحل الشمالي التونسي، يقع عليه سد سيدي البراق.